# 科多纳尔新村
阿尔德亚努埃瓦德尔科多纳尔，是西班牙卡斯蒂利亚-莱昂塞戈维亚省的一个市镇。 总面积22平方公里，总人口210人（2001年），人口密度10人/平方公里。